# Seelingstädt
Seelingstädt (auch Seelingstädt b. Werdau) ist eine Gemeinde in der Verwaltungsgemeinschaft Ländereck im Osten des Landkreises Greiz (Thüringen). In Seelingstädt befindet sich der Sitz der Verwaltung der Verwaltungsgemeinschaft.

## Geographie

### Geographische Lage
Seelingstädt liegt im Ronneburger Acker- und Bergbaugebiet. In Ost-West-Richtung verläuft der Pöltschbach zur Weißen Elster bei Berga. Im Osten der Gemeinde verläuft die regionale Wasserscheide zwischen der Weißen Elster und der Pleiße. Unweit der östlichen Gemeindegrenze entspringt auf fremder Flur der Erdbach, der zusammen mit dem Koberbach die Koberbach-Talsperre speist und zur Pleiße fließt. Die nächsten Städte sind Berga (6 km westlich), Werdau (11 km südöstlich), Ronneburg (11 km nördlich) und Crimmitschau (12 km nordöstlich).

### Nachbargemeinden
Angrenzende Gemeinden sind die Stadt Berga-Wünschendorf, Braunichswalde, Gauern und Mohlsdorf-Teichwolframsdorf im Landkreis Greiz sowie die Stadt Crimmitschau und Langenbernsdorf im sächsischen Landkreis Zwickau.

### Gemeindegliederung

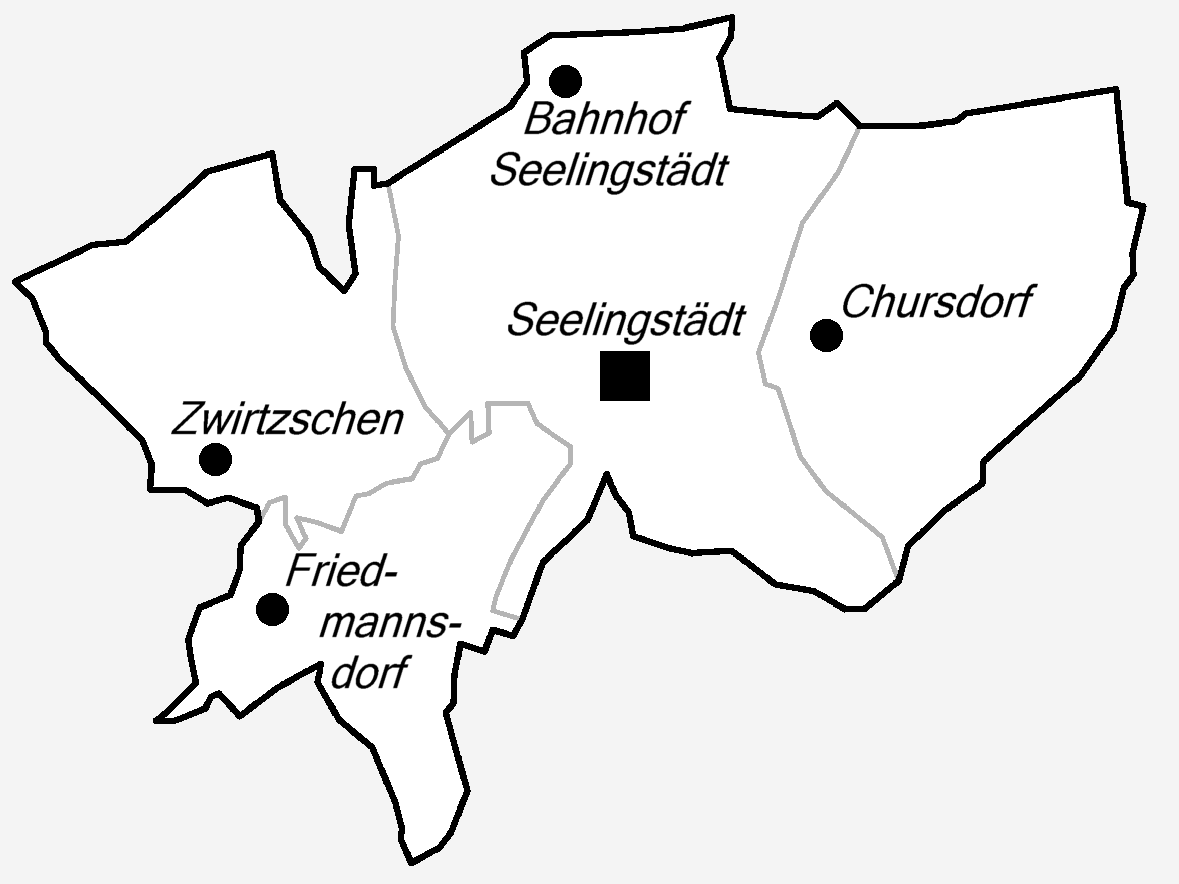
Gemeindegliederung

Seelingstädt gliedert sich in die Ortsteile Chursdorf, Friedmannsdorf, Seelingstädt und Zwirtzschen (neuste Hauptsatzung vom 16. Mai 2012). Der Ortsteil Seelingstädt besteht wiederum aus dem alten Waldhufendorf Seelingstädt-Dorf und dem neueren und bevölkerungsstärksten Teil Seelingstädt-Bahnhof. Die Gemarkung Culmitzsch bei Friedmannsdorf wurde devastiert und musste dem Uran-Bergbau weichen.

## Geschichte
Seelingstädt wurde 1230 erstmals urkundlich erwähnt. Seelingstädt und Chursdorf verdanken ihre Gründung – wie so mancher Ort der Gegend – der missionarischen und kolonisatorischen Tätigkeit von Mönchen des 1193 entstandenen Kloster Mildenfurth bei Wünschendorf/Elster.
Die Rechtszugehörigkeit der bis 1938 selbstständigen Gemeinden wechselte oft, Chursdorf gehörte zum Beispiel 1502 zum Ober- und Untergericht Werdau, Seelingstädt dagegen zu Zwickau. Beide kamen 1547 vom ernestinischen zum albertinischen Sachsen. Sie unterlagen als so genannte Amtsdörfer immer nur der Landeshoheit, waren also nie einer Gutsherrschaft unterworfen und durften die niedere Gerichtsbarkeit selbst ausüben.
Seelingstädt gehörte von 1547 bis 1952 ununterbrochen zum albertinischen Kursachsen bzw. dem daraus 1806 hervorgegangenen Königreich und späteren Freistaat Sachsen. Nach Auflösung der Länder in der DDR 1952 kam die Gemeinde zum Bezirk Chemnitz bzw. Karl-Marx-Stadt. 1958 wurde Seelingstädt allerdings vom Kreis Werdau zum Kreis Gera umgegliedert und kam damit zum Bezirk Gera, über den es nach 1990 schließlich den Weg zum Freistaat Thüringen fand.
Der erste Handwerker, der für Seelingstädt genannt wurde, war im Jahre 1571 ein Stellmacher. Bald folgte die Kunde von einem Schmied. Das waren die Handwerker, die unmittelbar den Bauern und ihrer Arbeit dienten.
In Seelingstädt wurde schon im frühen Mittelalter Bier gebraut. Um 1563 wurden durch einen Brand alle wichtigen geistlichen und weltlichen verbrieften Rechte zum Bier brauen vernichtet. Das war für die Seelingstädter ein harter Schlag, denn ohne gültiges Privileg durften sie nicht mehr brauen. In ihrer Not schrieben sie 1602 einen Brief an den Kurfürsten und baten um Erneuerung der Erlaubnis. Im Jahr 1708 entstand das heute noch vorhandene Gemeindebrauhaus in Seelingstädt.

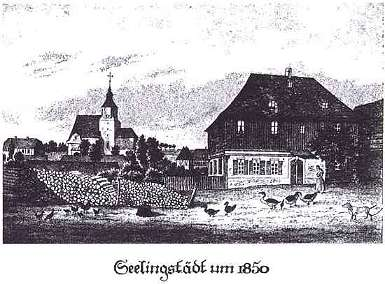
Diese Zeichnung aus dem 19. Jahrhundert zeigt die Seelingstädter Johannis-Kirche vor dem Neubau, der 1898 abgeschlossen wurde. Links neben der Kirche ist das alte, im Jahr 1824 fertiggestellte, Seelingstädter Schulhaus zu sehen.

Eine Schule wird schon 1570 erwähnt und auch ein „Schulmeister“. Im Jahr 1680 ist der erste Schulneubau in Seelingstädt datiert. Nachdem diese Schule zu klein und baufällig wurde, entstand im Jahr 1824 ein neues Schulhaus, um dessen Bezahlung (2092 Thaler, 13 Groschen und 11 Pfennige) es zwischen den Ortsteilen zu heftigem Streit kam. Das heute noch als saniertes Schullandheim genutzte ehemalige Schulgebäude wurde 1894 mit Kosten von 25.000 Mark erbaut und diente bis zur Fertigstellung der neuen Schule im Ortsteil Seelingstädt Bahnhof im August 1965 (Kosten 1,65 Millionen Mark) als Seelingstädter Grundschule.
Ab 1951 wurde durch die Wismut AG/SDAG im Raum Seelingstädt Uranerz in mehreren Tagebauen abgebaut. Am Standort Seelingstädt ging 1961 der Aufbereitungsbetrieb 102 der Wismut in Betrieb. Der Betrieb gehörte bis Ende 1990 zur Rohstoffbasis der sowjetischen Atomindustrie. Eingeweihte nannten die Stadt deshalb in Anspielung auf russische Stadtnamen auch Seelinggrad.
In den 1960er Jahren wurde auf dem Gelände der Wismutunterkünfte (nördlich des Bahnhofs) die militärische Ausbildungseinrichtung „Peter Göring“ des Ministeriums für Hoch- und Fachschulwesen gebaut, in der fast alle wehrdiensttauglichen, männlichen Studenten der DDR eine fünfwöchige militärische Reservistenausbildung absolvieren mussten bzw. zu Reserveoffizieren ausgebildet wurden. Die Gebäude werden heute von der Berufsförderungswerk Thüringen GmbH genutzt, die mit knapp 200 Beschäftigten den größten Arbeitgeber im Ort darstellt.

### Religionen

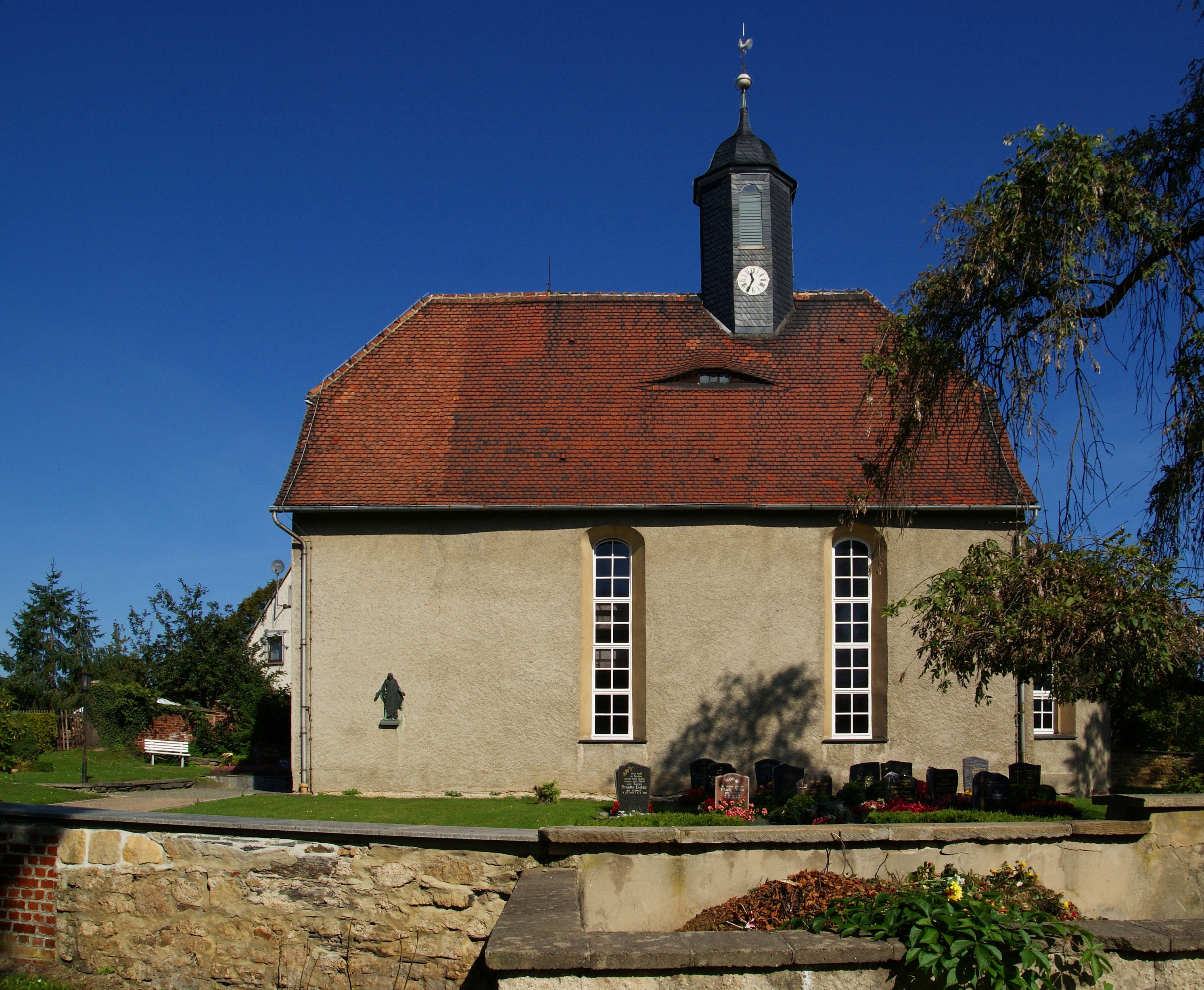
Kirche Chursdorf

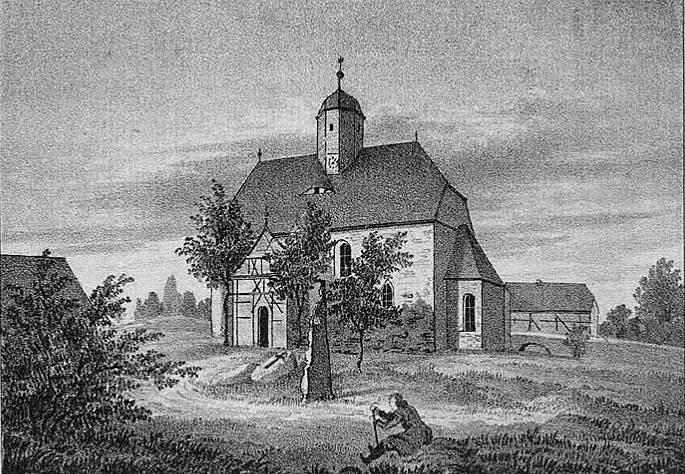
Zeichnung der Chursdorfer Christuskirche (um 1840)

Seelingstädt und der spätere Ortsteil Chursdorf wurde 1533 evangelisch. 1925 waren von 525 Einwohnern 506 evangelisch-lutherisch und nur zwölf römisch-katholisch.
Der Ort verfügt über zwei Kirchen:
Die St.-Johannis-Kirche wurde im Jahr 1898 in ihrem heutigen Aussehen erbaut, nachdem im Jahr 1893 ein Neubau von 62 Gemeindemitgliedern abgelehnt wurde. Erst nachdem 1894 der benachbarte Schulneubau erfolgt war, nahm auch der Kirchen-Neubau wieder konkrete Formen an. Die Kirche besitzt eine Jehmlich-Orgel und ein gotisches Maßwerkfenster aus dem Jahr 1430.
Die Christus-Kirche in Chursdorf, wurde im 13. Jahrhundert erbaut und von 1970 bis 1981 umgebaut. Sie besitzt eine Jehmlich-Orgel aus dem Jahr 1909 und sehenswerte Decken und Emporenmalereien, entstanden zwischen 1738 und 1740, sowie eine schöne barocke Kanzel.
Im Juli 2011 konvertierte, erstmals in der Ev.-Luth. Kirchgemeinde Seelingstädt, der seit August 2002 im Ort tätige evangelische Pfarrer und verheiratete Familienvater zum Katholizismus.
Aufgrund der früheren Zugehörigkeit zu Sachsen gehört auch die evangelische Gemeinde in Seelingstädt nicht zur mitteldeutschen Landeskirche, sondern nach wie vor zur sächsischen Landeskirche.

### Eingemeindungen
Am 1. April 1939 wurde Chursdorf eingegliedert. Am 1. Juli 1973 wurde Zwirtzschen nach Seelingstädt eingemeindet. Am 1. Januar 1997 folgte Friedmannsdorf mit dem am 1. Juli 1968 eingegliederten Culmitzsch.

### Einwohnerentwicklung

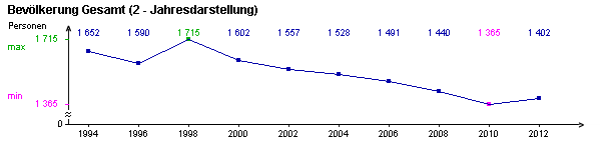
Entwicklung der Einwohnerzahl Seelingstädts von 1994 bis 2012. Die Zunahme von 1996 zu 1998 resultiert im Wesentlichen aus der Eingemeindung des Ortes Friedmannsdorf am 1. Januar 1997.

1553/54 wurden 34 besessene(r) Mann, 18 Dienstbote(n) und 41½ Hufen gezählt, 1764 waren es 36 besessene(r) Mann, 10 Häusler und 22½ Hufen je 20 Scheffel. Die Einwohnerzahl lag 1834 bei 330 und stieg bis 1910 auf 483 an. 1933 hatte Seelingstädt 540 Einwohner und 1939 stieg die Einwohnerzahl mit der Eingemeindung Chursdorfs auf 804. 1990 lebten nach der Eingemeindung Zwirtzschens und dem Bau von Mehrfamilienhäusern in Seelingstädt-Bahnhof 1734 Einwohner in der Gemeinde.
Entwicklung der Einwohnerzahl (Stand jeweils 31. Dezember):
| - 1994: 1.652 - 1995: 1.610 - 1996: 1.590 - 1997: 1.727 - 1998: 1.715 - 1999: 1.654 | - 2000: 1.602 - 2001: 1.574 - 2002: 1.557 - 2003: 1.535 - 2004: 1.528 - 2005: 1.517 | - 2006: 1.491 - 2007: 1.465 - 2008: 1.440 - 2009: 1.404 - 2010: 1.365 - 2011: 1.447 | - 2012: 1.402 - 2013: 1.392 - 2014: 1.386 - 2015: 1.373 - 2016: 1.328 - 2017: 1.318 | - 2018: 1.299 - 2019: 1.278 - 2020: 1.286 - 2021: 1.286 - 2022: 1.282 - 2023: 1.278 |

 Datenquelle: Thüringer Landesamt für Statistik

## Politik

### Gemeinderat
Seit der Kommunalwahl vom 26. Mai 2019 setzt sich der Gemeinderat wie folgt zusammen:
- Freie Wählergemeinschaft Seelingstädt, Chursdorf, Zwirtzschen, Friedmannsdorf: 7 Sitze (+ 2)
- CDU: 3 Sitze (- 1)
- Offene Wählergruppe: 2 Sitze (± 0)

Die Wahlbeteiligung lag bei 67,3 %, das ist ein Zuwachs gegenüber der Wahl von 2014 um 5,0 %p.

### Wappen
Blasonierung: „Geteilt und halb gespalten; oben in Schwarz ein wachsender goldener, rot bezungter und bewehrter Löwe, unten vorn in Silber ein schrägrechts liegendes Sensenblatt, hinten in Rot ein silbernes Gezähe.“

## Wirtschaft und Infrastruktur

### Ansässige Unternehmen
Das seit 1962 betriebene Uranaufbereitungswerk wurde nach der Wende geschlossen und das Gelände saniert. Heute betreibt dort die SUC Sächsische Umweltschutz Consulting GmbH eine Anlage zur mikrobiologischen Behandlung von organisch belasteten gefährlichen und ungefährlichen Abfällen. Daneben gibt es im Ort noch ein Betonwerk sowie mehrere kleinere Handwerks- und Einzelhandelsbetriebe.
Ein geplanter Windpark in der Nähe des Ortsteils Chursdorf mit zehn Windrädern von 150 Meter Höhe in nur 200 Meter Entfernung von der Landesgrenze zu Sachsen wurde im Oktober 2009 durch das Landesverwaltungsamt Thüringen nicht genehmigt. Das Amt sah darin eine zu starke Beeinträchtigung von Natur- und Landschaftsschutz, Denkmalschutz, Fremdenverkehr und Erholung auf der sächsischen Seite.
Der 1. Senat des Thüringer Oberverwaltungsgerichts in Weimar hat mit einem am 8. April 2014 verkündeten
Urteil festgestellt, dass der Regionalplan Ostthüringen unwirksam ist, soweit er Vorranggebiete für Windenergie festlegt und gleichzeitig vorsieht, dass außerhalb dieser Vorranggebiete größere (sog. raumbedeutsame) Windenergieanlagen nicht zulässig sind.

### Verkehr

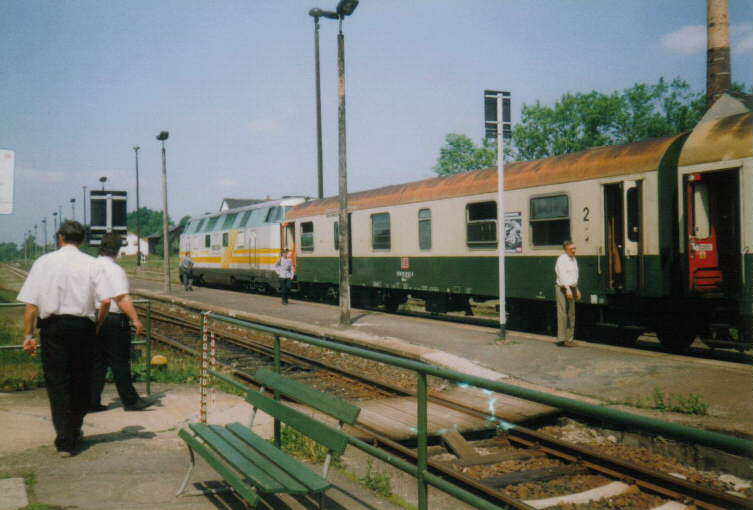
Letzter Betriebstag des SPNV im Bahnhof Seelingstädt (b Werdau) am 29. Mai 1999

Durch Seelingstädt führt die Bundesstraße 175, außerdem werden die Orte Seelingstädt-Bahnhof und Chursdorf von der Landesstraße 1081 von Ronneburg nach Werdau durchzogen. In Seelingstädt-Bahnhof zweigt die 2337 über Seelingstädt-Dorf nach Teichwolframsdorf ab, das an der Gemeindegrenze gelegene und zu Braunichswalde gehörende Gewerbegebiet Morgensonne ist Ausgangspunkt der sächsischen Staatsstraße S 294 nach Crimmitschau-Mannichswalde und Neukirchen/Pleiße. Es verkehren werktags außer samstags die vom PRG Personen- und Reiseverkehr Greiz bediente Buslinie 20 Greiz–Teichwolframsdorf–Seelingstädt, die vom Regionalverkehr Gera (RVG) und von dem privaten Busunternehmen Piehler bedienten Buslinien 212 Gera–Friedmannsdorf und 213 Gera–Werdau–Zwickau sowie an Schultagen ein Buspaar der von der PRG betriebenen Buslinie 218 Weida–Clodra–Berga–Wolfersdorf–Seelingstädt. Die RVG-Linie 219 Gera–Wünschendorf–Linda–Wolfersdorf–Seelingstädt wird an Schultagen umlaufbedingt nur nachmittags von Seelingstädt in Richtung Gera bedient. Von 1876 bis zum 29. Mai 1999 besaß die Gemeinde Anschluss an die Bahnstrecke Wünschendorf–Werdau. Zum 30. Mai wurde der SPNV eingestellt, seitdem befindet sich der nächste Bahnhof im sechs Kilometer entfernten Berga. Zudem liegt Seelingstädt an der Bahnstrecke Seelingstädt–Paitzdorf.

### Bildungseinrichtungen

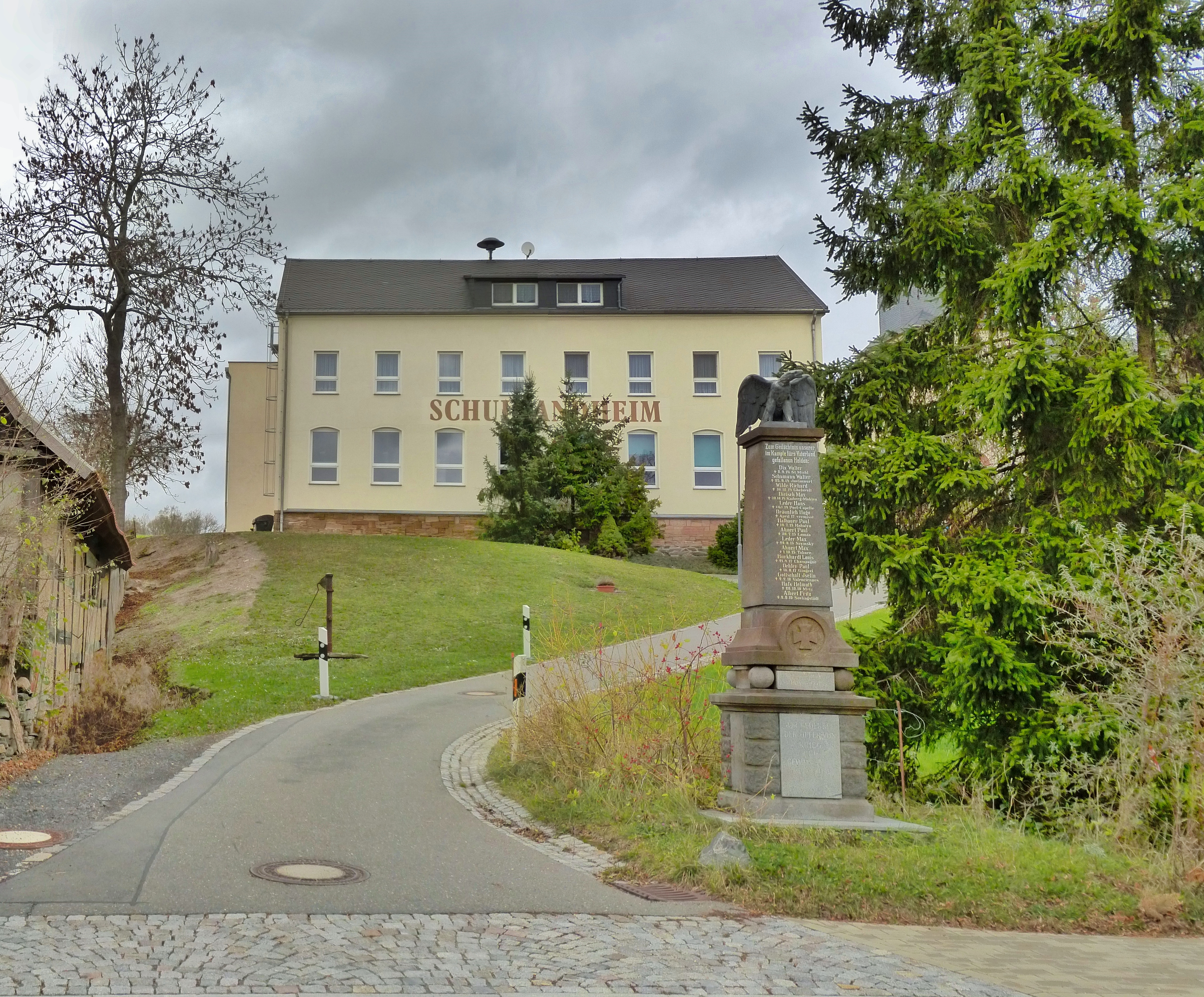
Schullandheim

In Seelingstädt befindet sich das Berufsförderungswerk Thüringen, eine Regelschule der Verwaltungsgemeinschaft und ein Schullandheim.

### Wasserver- und Abwasserentsorgung
Die Gemeinde Seelingstädt ist Mitglied im Zweckverband Wasser / Abwasser Mittleres Elstertal. Dieser übernimmt für die Gemeinde die Trinkwasserversorgung und Abwasserentsorgung.

## Persönlichkeiten
- Georg Friedrich von Mangoldt (1649–1718), Oberforstmeister und Unternehmer
- Erhart Bauch (1921–1991), Grafiker, Typograf, Illustrator und Hochschullehrer